# Cattedrale di Poznań
La cattedrale dei Santi Pietro e Paolo è la cattedrale metropolitana della città di Poznań, situata sull'isola Ostrów Tumski a nord-est del centro storico della città.

## Storia

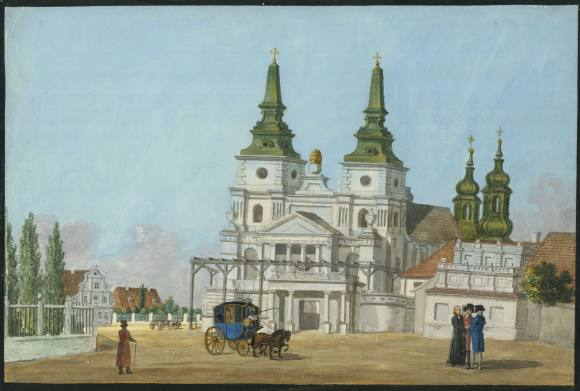
La cattedrale da un'illustrazione del 1798.

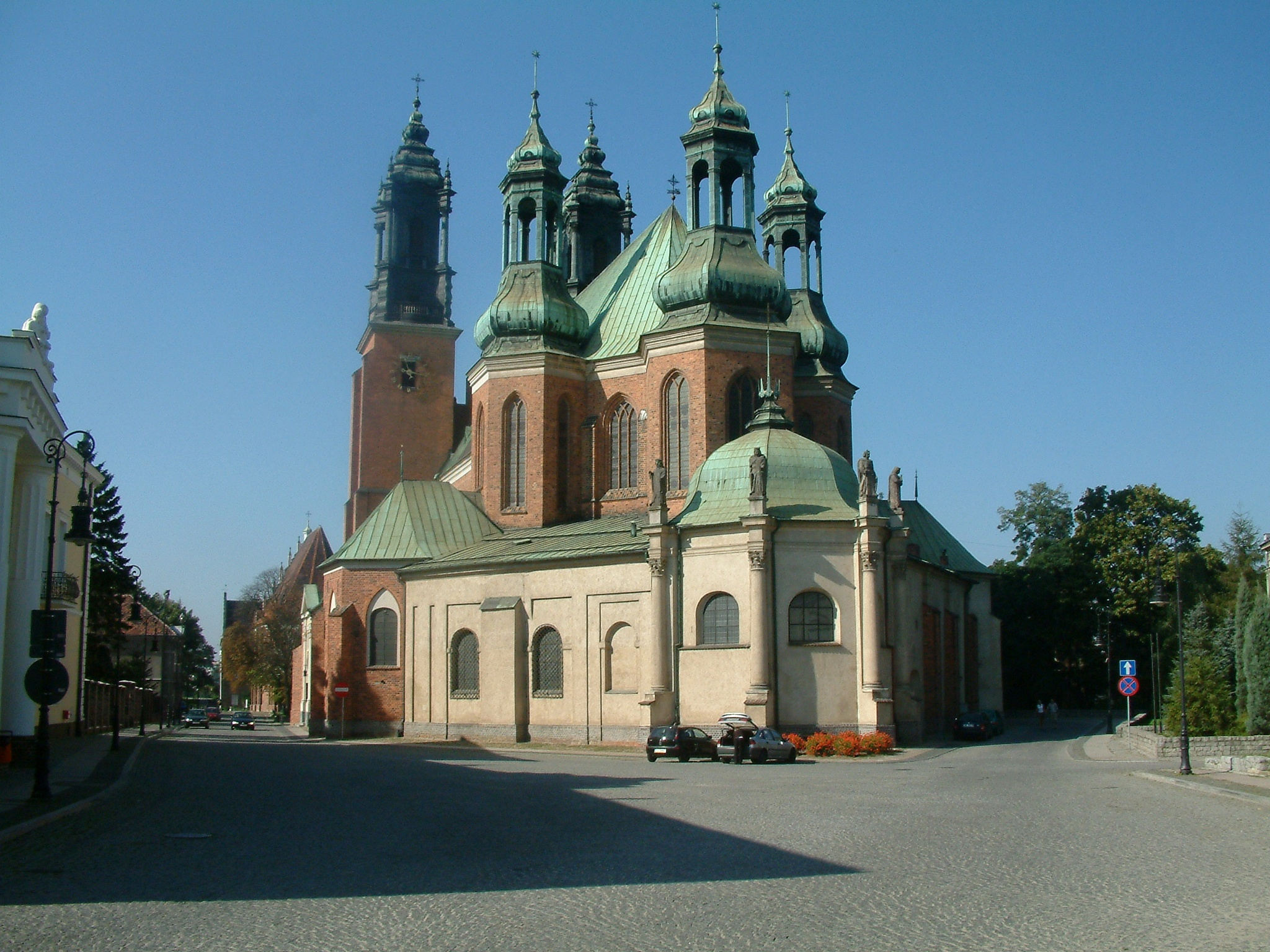
La parte absidale.

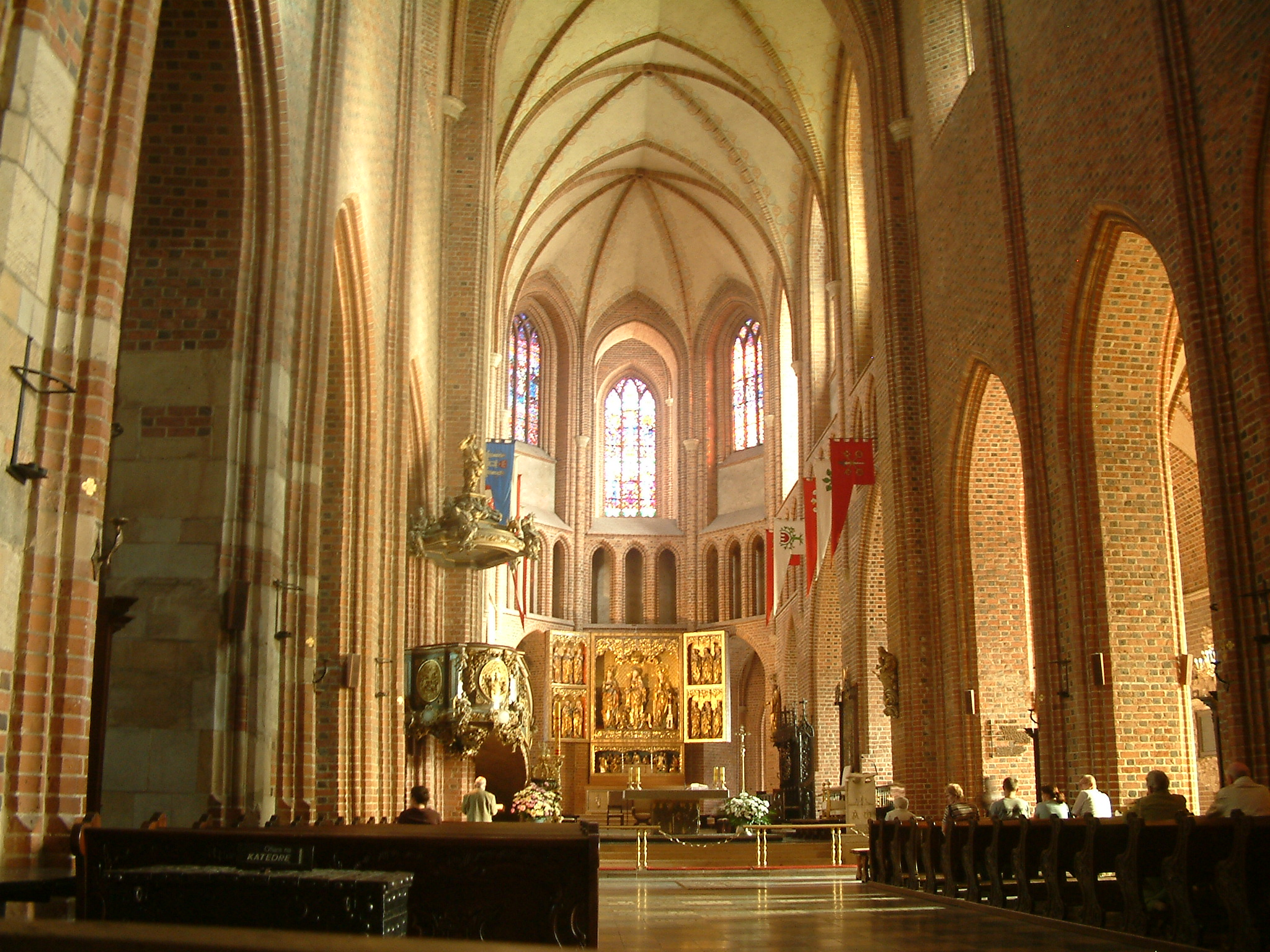
L'interno.

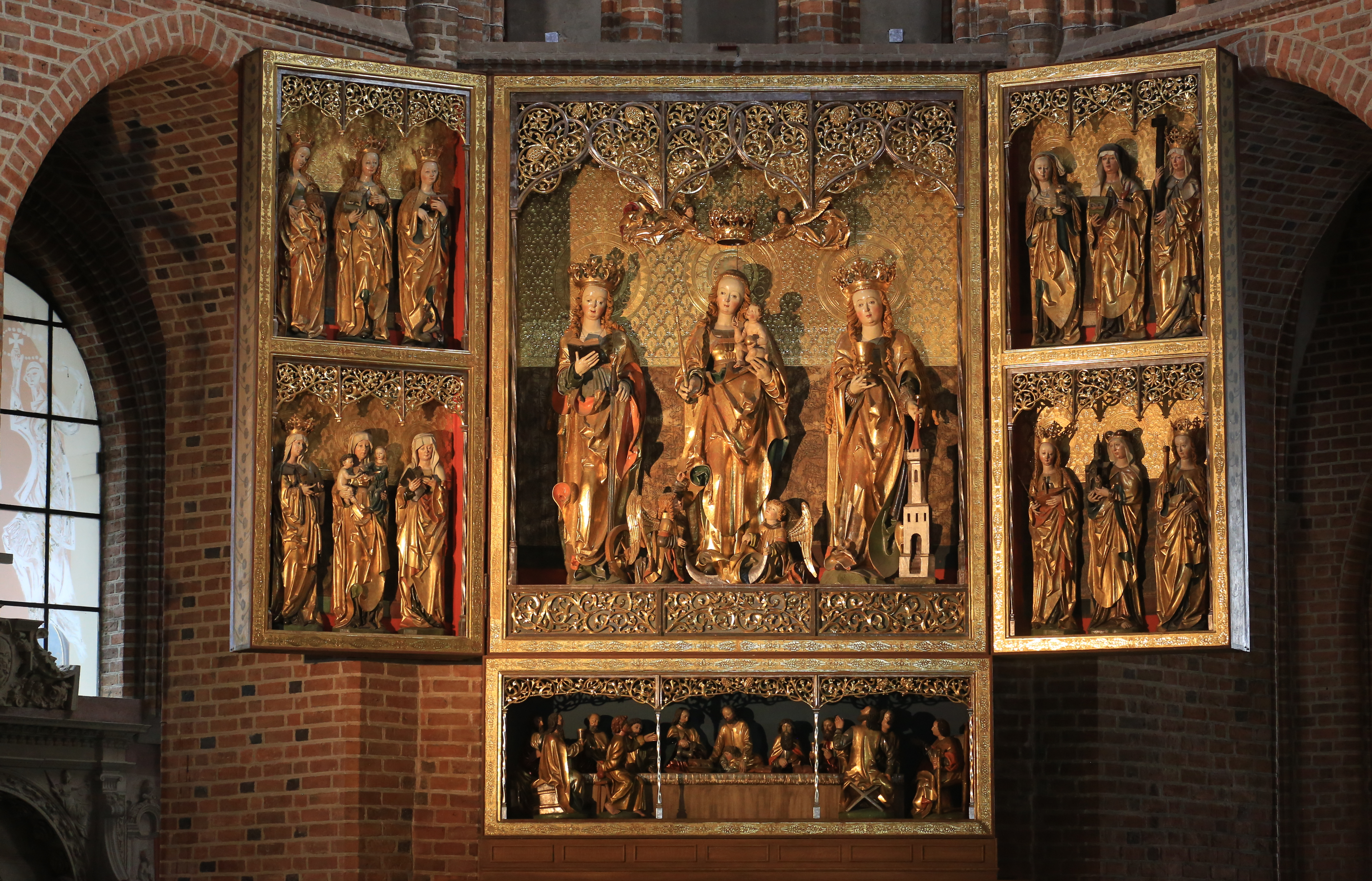
Il polittico cinquecentesco della scuola di Veit Stoss.

A seguito delle ricerche archeologiche compiute nel 1946, è stato possibile rilevare come il primo edificio religioso, che sorgeva dove ora è ubicata la cattedrale, è del 968 ed era lungo, circa, 48 metri. Questa prima cattedrale, dedicata a San Pietro, fu voluta dal re Miecislao I di Polonia, due anni dopo la sua conversione al Cristianesimo, e venne affidata al missionario vescovo Jordan, appena arrivato in Polonia.
Questa chiesa restò in piedi una settantina d'anni, fino a quando la reazione dei pagani e le azioni militari del duca Bretislao I di Boemia la distrussero nel 1039. Nel 1075 venne riedificata in stile romanico; oggi si conservano tracce di questo edificio nella torre meridionale.
Tuttavia nel 1347 venne iniziata la ricostruzione di una nuova e più grande cattedrale, l'odierna, secondo i canoni dell'allora dominante gotico. La struttura venne realizzata in mattoni, secondo l'uso tradizionale del Gotico baltico e venne dotata di una corona di cappelle attorno al coro.
A seguito dell'incendio del 1622, che apportò notevoli danni all'edificio, la chiesa venne rinnovata in stile barocco. Un altro grande incendio la devastò nel 1772 e la cattedrale risorse, questa volta in stile neoclassico.
Nel 1821 la cattedrale venne elevata a sede metropolitana da papa Pio VII e consacrata al secondo patrono Paolo di Tarso.
Un'ultima grave devastazione venne apportata dall'incendio del 15 febbraio 1945, durante la liberazione della città dai Tedeschi. Le strutture erano notevolmente danneggiate, e per la sua ricostruzione/restauro si decise di ritornare alle forme gotiche originali, utilizzando le parti superstiti della struttura trecentesca.
La cattedrale venne riaperta al culto il 29 giugno 1956; nzl 1962 papa Giovanni XXIII la insignì del titolo di Basilica minore.

## Descrizione
L'edificio è dominato dalle due snelle torri gemelle della facciata, a copertura in rame, di 62 metri d'altezza. La parte absidale si snoda fra tre cappelle dai coronamenti a bulbi e lanternoni barocchi.
L'interno, diviso in tre navate gotiche con cappelle laterali e deambulatorio, conserva notevoli opere d'arte, fra cui i cinquecenteschi stalli lignei e il polittico dell'altar maggiore, della scuola di Veit Stoss. Belle tombe rinascimentali e barocche dei vescovi si aprono lungo il deambulatorio e nelle cappelle laterali. 
Dietro il presbiterio, oltre il deambulatorio, si apre la cappella assiale della Złota Kaplica, "Cappella d'Oro", che, decorata nel 1836 in stile bizantino, restò intatta dalla guerra.

## Dimensioni
| Lunghezza totale esterna: 81 m    |
| Larghezza massima esterna: 43,5 m |
| Altezza delle volte: 24,5 m       |
| Altezza della facciata: 44 m      |
| Altezza delle torri: 62 m         |

## Galleria d'immagini

Pianta della cattedrale
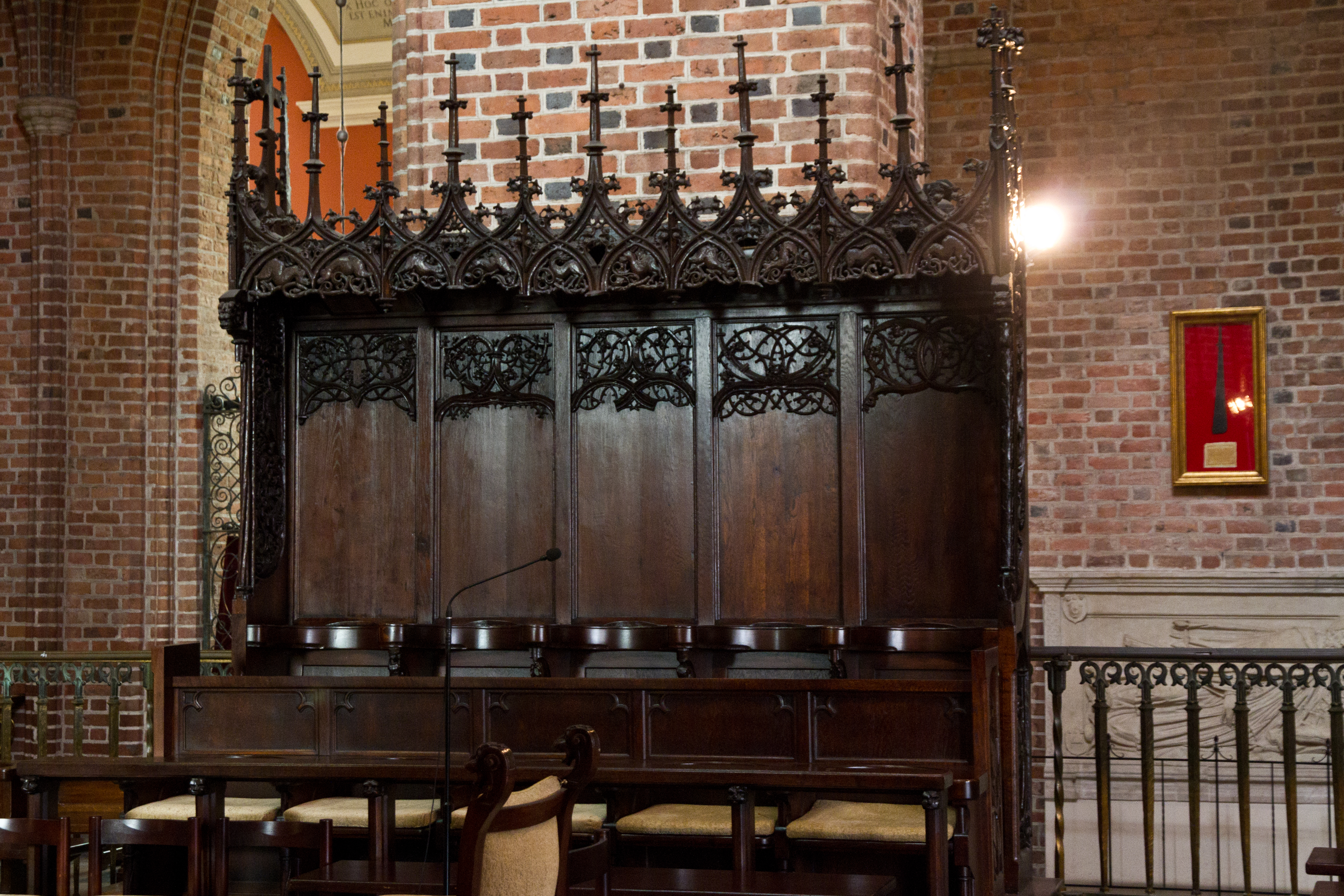
Gli stalli del coro, XVI secolo.
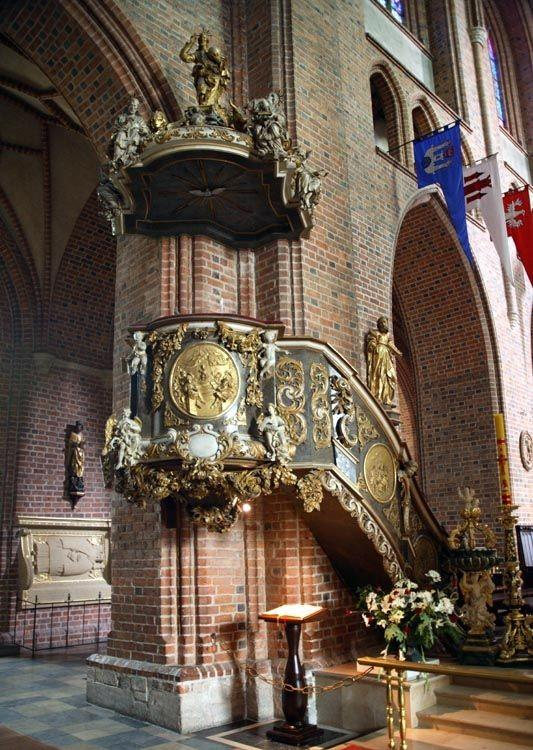
Il pulpito rococò.
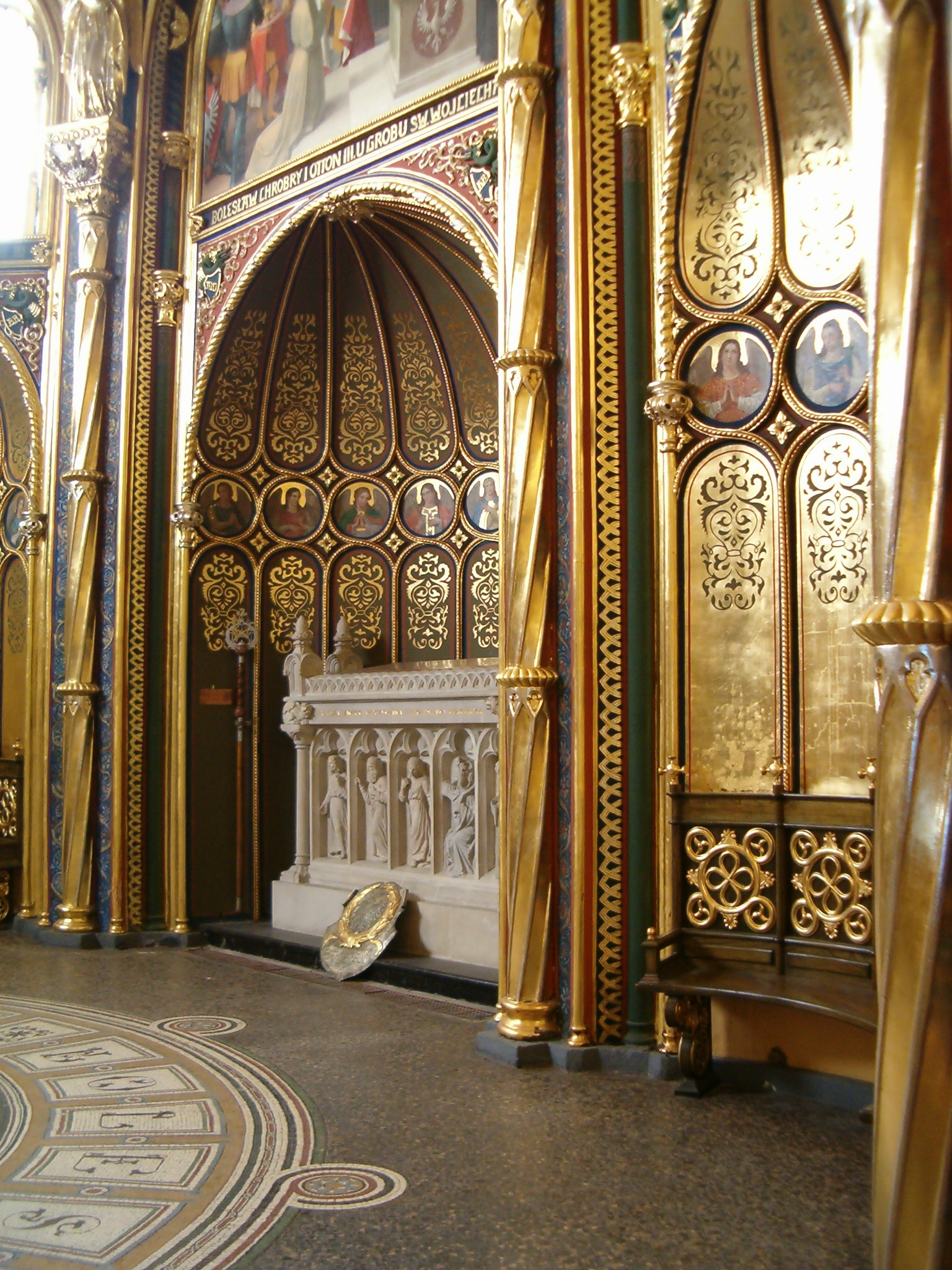
Tomba di Mieszko I e Bolesław Chrobry nella Cappella d'oro.
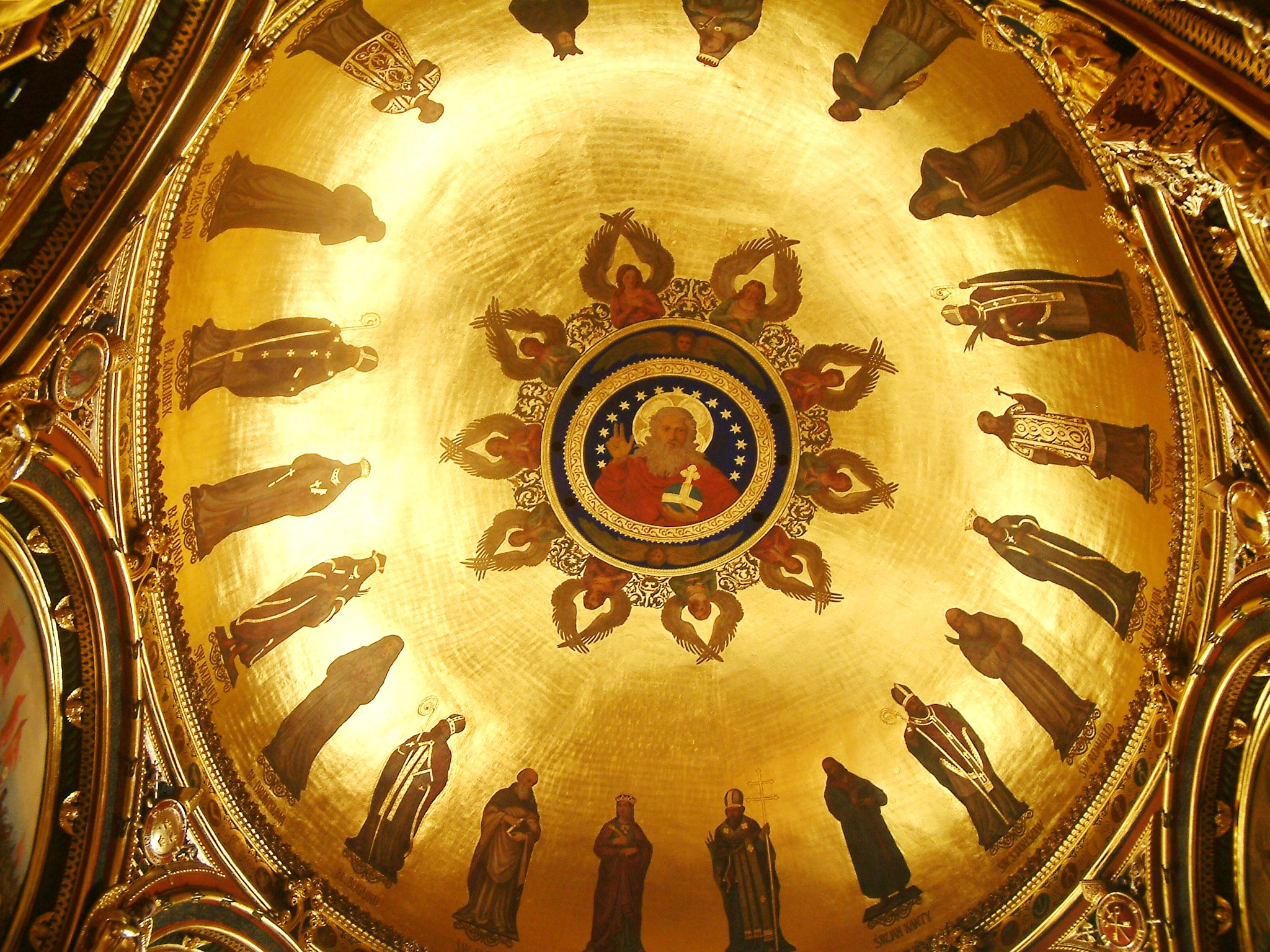
Cupola della cappella d'oro
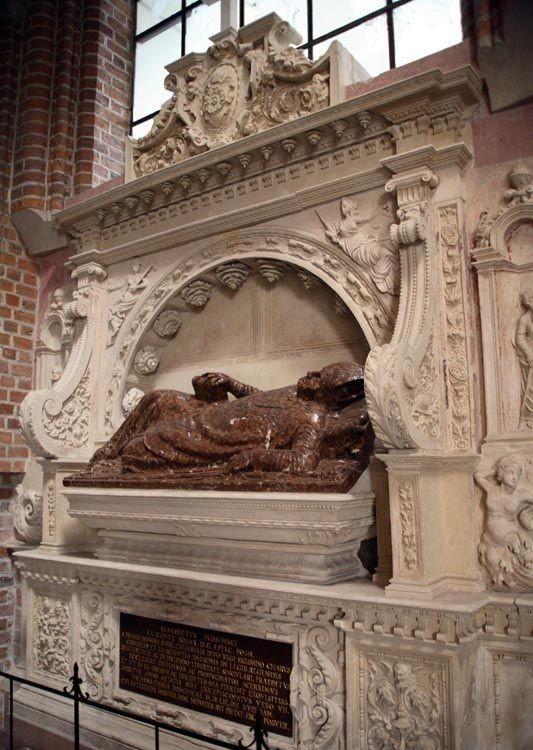
Tomba del vescovo Izdbieński, 1502.
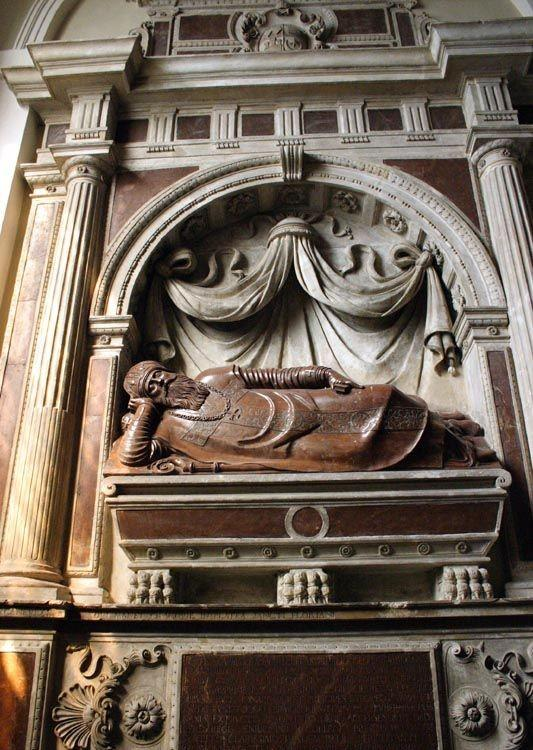
Tomba del vescovo Kanarski, XVI secolo.